# Liste der Monuments historiques in Parassy
Die Liste der Monuments historiques in Parassy führt die Monuments historiques in der französischen Gemeinde Parassy auf.

## Liste der Bauwerke
| Bezeichnung           | Beschreibung              | Standort | Kennzeichnung | Schutzstatus | Datum | Bild |
| --------------------- | ------------------------- | -------- | ------------- | ------------ | ----- | ---- |
| Kirche Sainte-Trinité | Erbaut im 12. Jahrhundert | (Lage)   | PA00096865    | Inscrit      | 1926  |      |